# 京华印书局
京华印书局，设在北京市西城区虎坊路北口西北角，是1920年创建的印刷厂，为1930年代北京地区规模最大的印刷厂。

## 历史

### 撷华书局
光绪十年（1884年），北京创立官办的“撷华书局”，专门印刷“谕摺汇存”。撷华书局设在虎坊桥。

### 强学书局
光绪二十一年（1895年），康有为等维新派在北京筹办强学会，后来正式成立的是强学书局。有学者认为，强学书局的实际领袖是身为该书局副董的文廷式。
强学会与强学书局的关系一直是学者考辩的问题。实际上京师强学会仅有倡议而未实际成立，仅有上海强学会正式成立，京师成立的是强学书局。康有为起初确有在京师筹办强学会的意思，光绪二十一年七月、八月间，进行了京师强学会的筹备工作，但仅略有眉目，章程未定。清朝对组织政治性的会社严格禁止，所以提议设立强学会引起了守旧派的弹劾与谤议，包括梁启超在内的维新派人士也对此有疑虑。光绪二十一年九月，因成立强学会的计划面临守旧派的非议，康有为乃避走上海，梁启超留在北京主持其事；康有为离开后，在梁启超主持下，九月底出现了“译书局”的名义，成为从强学会到强学书局的过渡名称。光绪二十一年十月初，正式定名“强学书局”，并且公开招股，该书局随即开始运作。强学书局出版《中外纪闻》二日刊。
光绪二十一年十二月初七日（1895年），光绪帝发布了查封强学书局的上谕：“御史杨崇伊奏，京官创设强学书院，植党营私，请旨严禁一折。据称，近来台馆诸臣，于后孙公园赁屋，创立强学书院，专门贩卖西学书籍，并抄录各馆新闻报，刊印《中外纪闻》，按户销售，犹复藉口公费，函索外省大员，以毁誉为要挟，请饬严禁等语，著都察院查明封禁。”（见《清实录》卷381第8页）。杨崇伊是李鸿章的亲家，与支持慈禧太后的后党过从甚密。当初李鸿章欲捐款而遭拒，康有为认为杨崇伊的奏劾显系替李鸿章泄私愤。（《康有为自编年谱》曰：“（八月）二十四日，同会诸子公饯，唱戏极盛会也。是日，合肥李鸿章自愿捐金二千入会，同会诸子摈之，议论纷纭，杨崇伊参劾之衅遂始于此。”载《康南海自编年谱》，《戊戌变法（四）》第134页）。由杨崇伊的奏本及光绪帝的上谕看，查封的虽然是强学书院，实际上是强学书局，因为《中外纪闻》是由强学书局主办的刊物（时人所传《中外纪闻》为强学会的机关报是不正确的说法）。该刊《凡例》署名“强学书局公订”，第一条称“本局新印《中外纪闻》”。杨崇伊劾函中“索外省大员”指的便是强学书局发出的招股章程。光绪二十一年十二月初九日，强学书局被正式查封。

### 官书局
强学书局被查封以后，御史多有上书。其中御史胡孚宸在光绪二十一年十二月二十二日上《书局有益人才折》，内称“京师近日设有强学书局，经御史杨崇伊奏请查封，惟局中所储藏讲习者，首列圣训及各种政书，兼售同文馆、上海制造局所刻西学诸书，绘印舆图，置备仪器。”（强学书局中的这些书籍、舆图、仪器实际上仰赖英美驻华公使及各地督抚、京官的捐助。）为此，胡孚宸奏请将强学书局改为官书局。同日，总署在复奏中表示，“该御史请将强学书局改归官办，自系讲求实学、培养人才起见，臣等公同商酌，拟援照八旗官学之例，建立官书局，钦派大臣一、二员管理。”（见《光绪朝东华录》总第4109页，37383739页，中华书局1984年）。钦派大臣正是曾经支持强学书局的孙家鼐。光绪二十二年二月，孙家鼐拟订了《官书局章程》，其中七条应办之事多数承袭了《强学书局章程》，仅声明出版的《官书局报》将比《中外纪闻》更带有官方色彩。
官书局也设在虎坊桥。《直报》1896年5月15日（光堵二十二年四月初三日第四〇三号）有《论重开官书局事》：“（官书局）今春复经大臣真请重开，已蒙俞允，准在前门外虎坊桥开办，改强学书院而曰官书局，改《中外纪闻》而曰《汇报》，名曰维新，而规模大约不离乎旧。”官书局设在珠市口西大街的乐平会馆（位于虎坊桥路口东北角）。官书局隶属总理各国事务衙门。
光绪二十二年七月（1896年），孙家鼐上《议复开办京师大学堂摺》，内称：“本年七月十三日，准总理各国事务衙门咨开议覆刑部左侍郎李端棻奏请推广学校以励人才摺内京师建立大学堂一节，系为扩充官书局起见，请饬下管理书局大臣，察度情形，妥筹办理。”（孙家鼐《议复开办京师大学堂折》，《戊戌变法（二）》，第425页）首倡设立京师大学堂为李端棻，而李端棻的《请推广学校摺》（光绪二十二年五月初三日上）系梁启超代拟。后来京师大学堂成立时，官书局、译书局（译书局为百日维新期间由梁启超奉旨办理）成为并入京师大学堂的两个局。

### 京华印书局
因为官商作风严重，官书局的业务一直不景气。1905年，官书局被上海商务印书馆买下，改名为“京华印书局”。史料记载，当时改名时，商务印书馆将官书局的机器及印刷设备全部作价，连同已出版但未出售的木版印刷书籍、木版以及书局对外承印的印刷业务全部接下，对外的名称既无法沿用“官书局”，也不好用“商务”，双方才协议起“京华印书局”为名。
随着新文化运动兴起，社会对书籍报刊杂志的需求量也加大。为了扩大业务范围，商务印书馆在距离乐平会馆不远的虎坊桥路口西北角兴建京华印书局大楼。1918年开工建设，1920年完工，建成了一栋四层楼房，外形像一艘轮船，俗称 “船楼”。该建筑平面呈三角形，地上四层，采用钢筋混凝土框架结构，投资十万元。
京华印书局成立之后，添置了不少平版印刷、凸版印刷的新机器，不仅印刷一般书刊，还承印清华大学、北京大学、中央研究院等学术机构的书刊，为故宫博物院承印画刊，业务发展至天津、沈阳等地。鼎盛时期，有“南有商务、北有京华”的称誉。1954年公私合营前，职工已达400多人。
现存的一张民国二年（1913年）京师京华印书局代印、内务部职方司测绘编制的《实测北京内外城图》，是中华民国成立后测绘出版的第一幅北京城区全图。图中绘有方格网，注明“每方格代一华方里”。该图采不同符号标出了明清时期的古建筑，以及邮局、学校、寺庙、医院、水井等等。可见京师京华印书局的印刷水平已很高。
叶祖孚在《京味书楼的历史沿革》中回忆，他在1950年到京华印书局，见到了当时京华印书局的经理宣芦，宣芦是上海商务印书馆派至北京经营京华印书局的代表，“我俩坐在一张写字台前谈话，他指着这张桌子对我说，这张桌子就是康有为、梁启超当年办公用的桌子。”

### 从公私合营到更名
1954年5月，京华印书局提前进行公私合营，改为高等教育出版社印刷厂，归中央人民政府出版总署领导，名称仍叫“京华印书局”。1954年，京华印书局总经理宣芦写了一篇文章《京华印书局五十周年》，1950年进入京华印书局工作的吴保真记得，“宣芦说过，只能写到这了，54年之前的历史就说到这了。”吴保真说，“当时还在前门区，京华印书局是前门区著名的老字号，作为第一批试点单位，派驻公方代表，当时提前进行公私合营的好像还有瑞蚨祥。”
1962年，京华印书局同中华书局、北京排版厂、50年代出版社印刷厂合并，名称仍叫“京华印书局”。文化大革命期间，1967年改称“北京第二新华印刷厂”。1969年，北京第二新华印刷厂迁往翠微路。文化大革命结束后，位于虎坊桥的“船楼”划归中国书店管理。
1998年，中国印刷总公司进行归并重组，北京第二新华印刷厂更名为“中国印刷总公司北京第二新华印刷厂”。2005年，中国印刷集团公司确定对印刷资源整合重组方案，实施对北京新华印刷厂、北京第二新华印刷厂、北京新华彩印厂的印刷主业的整合，经过将近一年，完成了这3个印刷厂的资源整合。北京第二新华印刷厂与北京新华印刷厂进行了印刷生产经营整合，北京第二新华印刷厂的部分设备调入北京新华印刷厂、湖北603厂、人民美术印刷厂，职工也进行了分流安置。2006年，北京第二新华印刷厂隶属中国印刷总公司。
2002年，商务印书馆搬迁，收藏家赵庆伟收得文稿、信件、书籍、印版、插图、照片等近700公斤。2008年，有关京华印书局的一批老照片现身北京都美画廊。都美画廊负责人赵庆伟介绍，这批老照片是新近收集到的，共包括照片200多张，底片200多张，保存良好。其内容包括标准照、工作照、活动照，拍摄地点包括京华印书局的编辑室、排版室、印刷车间等等。

## 建筑
京华印书局的建筑坐落于虎坊路北口的西北角，建成于1920年，共有四层，是北京历史上最早的多层钢筋混凝土框架结构建筑之一。大楼东侧的墙壁上，至今仍有“1920”字样。该建筑整体为典型的“新古典主义”建筑风格。建筑造型虽然受到古典主义的影响，但已较多展示现代建筑的特征。南北两座天台像轮船的前后甲板，凸起的烟道像轮船的汽笛，整个建筑属于“船楼”建筑。这座大楼建成时，是当时北京少有的新式建筑。
京华印书局的老员工吴保真说，听解放前便在京华印书局工作的人说过，“听老人们说，这里面有风水的讲究，因为这栋楼本来前面西侧古时是虎坊桥，于是就有了这栋船形建筑。”实际上这只是传说，更大可能是建设时受到此地的地形限制，才建成船形。
该大楼当初设计为印刷厂房，所以采用大跨度空间的钢筋混凝土梁柱结构，以便放置印刷设备。建筑中的垂直运货的木制导轨电梯在当时的北京是第一次出现，如今也是北京唯一保存下来的木制导轨电梯，还保留着木制的箱体，过去该电梯天天运行，主要运输书籍等物品。
大楼主立面石墙上设有欧式风格的券门及券窗，屋顶檐口正中上方砌有凸形的女儿墙，上面镶有一面大钟。吴保真等京华印书局老员工相信，早年大钟自德国进口，机械运行，每两周人工上弦一次，中华人民共和国成立之后，发条日益松弛，便改为每周人工上弦一次。
1980年代初，马建农（后来担任中国书店出版社总编辑）第一次看到“船楼”时，“我一看，怎么又是一栋破楼。”但这栋楼规整一下还是很好，“地下室很有特色，设计合理，门很厚，但是用小力气就能推开。上头有通风口，类似船舷的楼梯，窗户特别高，没有暖气，我们搬进来后没有破坏它的整体结构，就安装了中央空调，电梯一切都保留着原来的样子。”
1990年代，和平门到虎坊桥之间修路时，京华印书局的“船楼”在规划红线内，但后来“毫发无损”。1995年，该楼的使用单位中国书店出版社在“船楼”内开办了京味书楼，每周末还有免费文化讲座（1998年停止）。1999年起，“船楼”一层开始设商铺，但“商家反映，客流量一直不太好。”
2000年，北京市建设广安大街，为保护京华印书局、纪晓岚故居等文物保护单位，拓宽的大街特地在虎坊桥至珠市口之间拐了一个弯，使这些文物保护单位露出街面。但因年久失修，京华印书局墙体开裂，墙漆剥落，防水措施失效，部分铁艺栏杆断裂锈蚀。2005年，京华印书局开始大修，恢复“船楼”外形、水泥墙面、欧式风格门窗，保留北京唯一现存的木制导轨电梯。整个工程计划在2005年11月底完工。